# Kevin Grevioux

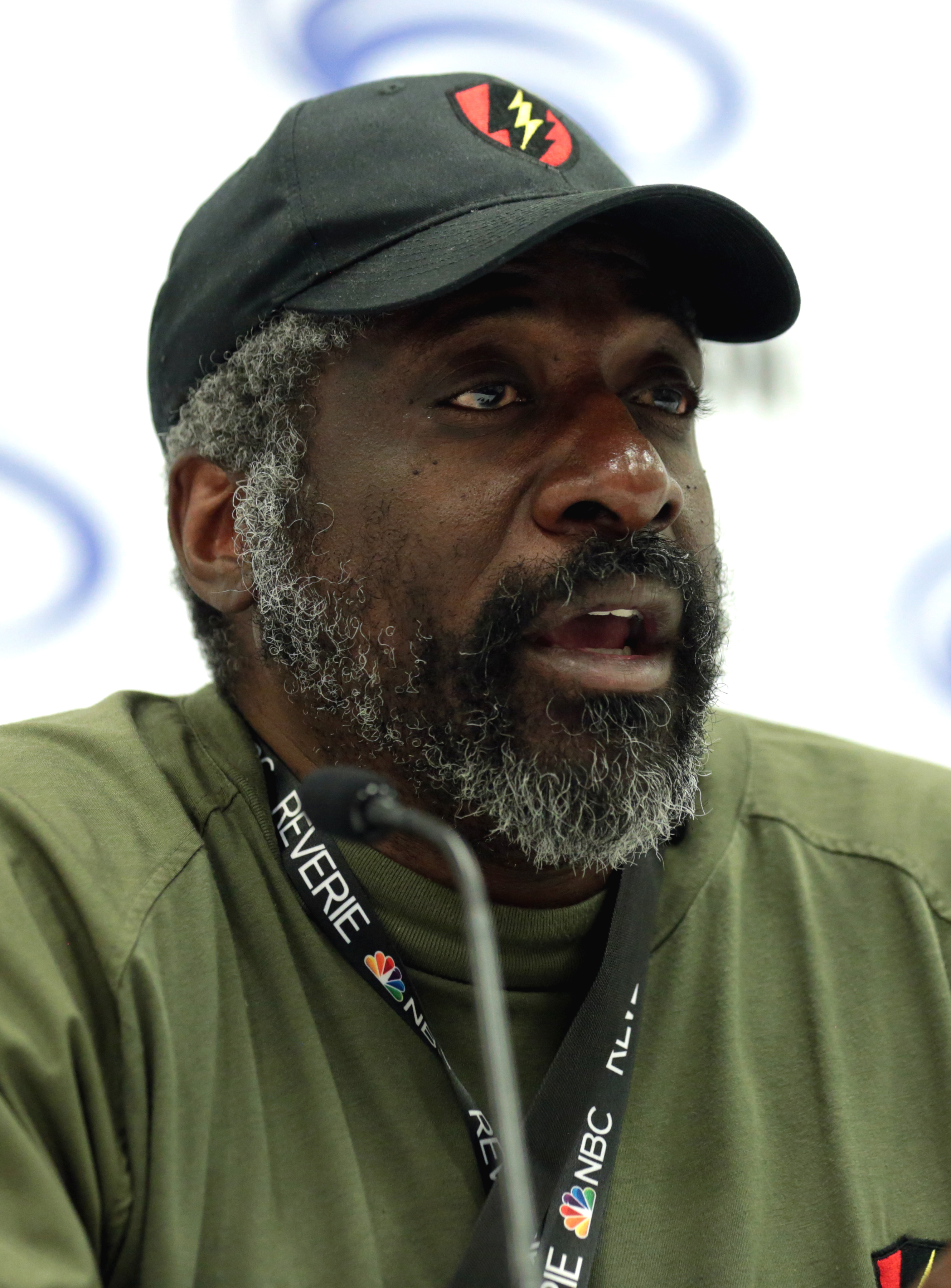
Kevin Grevioux (2018)

Kevin B. Grevioux (* 9. September 1962 in Chicago, Illinois) ist ein US-amerikanischer Schauspieler, Drehbuchautor und Comicautor.

## Leben
Geboren in Chicago verbrachte er die meiste Zeit seiner Kindheit in Minnesota, Boston und New Jersey. Er schloss ein Studium der Mikrobiologie an der Howard University ab, wandte sich dann aber der Schauspielerei zu und begann, Drehbücher zu schreiben.
Neben einigen Filmproduktionen verfasste er sein erstes Drehbuch für den 2003 erschienenen Film Underworld, in der er auch eine Nebenrolle übernahm.
Charakteristisch für Grevioux als Schauspieler ist seine tiefe sonore Stimme. Im Kommentar zu Underworld bemerkte er, dass er während der Werbekampagne zum Film von vielen Fans gefragt wurde, ob seine Stimme technisch bearbeitet sei.

## Filmografie (Auswahl)

### Als Drehbuchautor/Produzent
- 2003: Underworld (Drehbuch: Geschichte, Koproduktion)
- 2006: Underworld: Evolution (Drehbuch: Figuren, Koproduktion)
- 2009: Underworld – Aufstand der Lykaner (Underworld: Rise of the Lycans, Drehbuch: Figuren, Koproduktion)
- 2014: I, Frankenstein
- 2023: King of Killers

### Als Schauspieler
Filme
- 1994: Die nackte Kanone 33⅓ (Naked Gun 33⅓: The Final Insult)
- 1994: Die Maske (The Mask)
- 1994: Alien Nation: Dark Horizon
- 1995: Congo
- 1995: Batman Forever
- 1997: Quicksilver Highway (Stephen King’s Quicksilver Highway)
- 1997: Alien Nation – Das Udara-Vermächtnis (Alien Nation: The Udara Legacy)
- 1997: Steel Man (STEEL)
- 1997: Don King – Das gibt’s nur in Amerika (Don King: Only in America)
- 1998: True Friends
- 1999: The Doorman
- 1999: Bowfingers große Nummer (Bowfinger)
- 2000: Die Flintstones in Viva Rock Vegas (The Flintstones in Viva Rock Vegas)
- 2000: 3 Engel für Charlie (Charlie’s Angels)
- 2001: Planet der Affen (Planet of the Apes)
- 2002: Men in Black II
- 2003: Born 2 Die (Cradle 2 the Grave)
- 2003: Dickie Roberts: Kinderstar (Dickie Roberts: Former Child Star)
- 2003: Underworld
- 2005: Dirty
- 2006: Slayer – Die Vampir Killer (Slayer)
- 2009: Underworld – Aufstand der Lykaner (Underworld: Rise of the Lycans)
- 2014: I, Frankenstein
- 2017: Die Angst in meinem Haus (Be Afraid)
- 2022: The Prey: Legend of Karnoctus
- 2023: King of Killers

Fernsehserien
- 1993: Raumschiff Enterprise: Das nächste Jahrhundert (Star Trek: The Next Generation, eine Folge)
- 1993–1994: Star Trek: Deep Space Nine (zwölf Folgen)
- 1995: MADtv (eine Folge)
- 1996: Ein schrecklich nettes Haus (In The House, zwei Folgen)
- 1999: L.A. Doctors (eine Folge)
- 2000: Malibu, CA (zwei Folgen)
- 2002: Fastlane (eine Folge)
- 2004: Angel – Jäger der Finsternis (Angel, eine Folge)
- 2004: Charmed – Zauberhafte Hexen (Charmed, eine Folge)
- 2005: The Batman (Stimme, eine Folge)
- 2012–2013: Young Justice (neun Folgen, Stimme)

Videospiele
- 1993: SimCity 2000
- 2008: Command & Conquer 3: Kanes Rache (Sprechrolle)